# サウス・レーシング

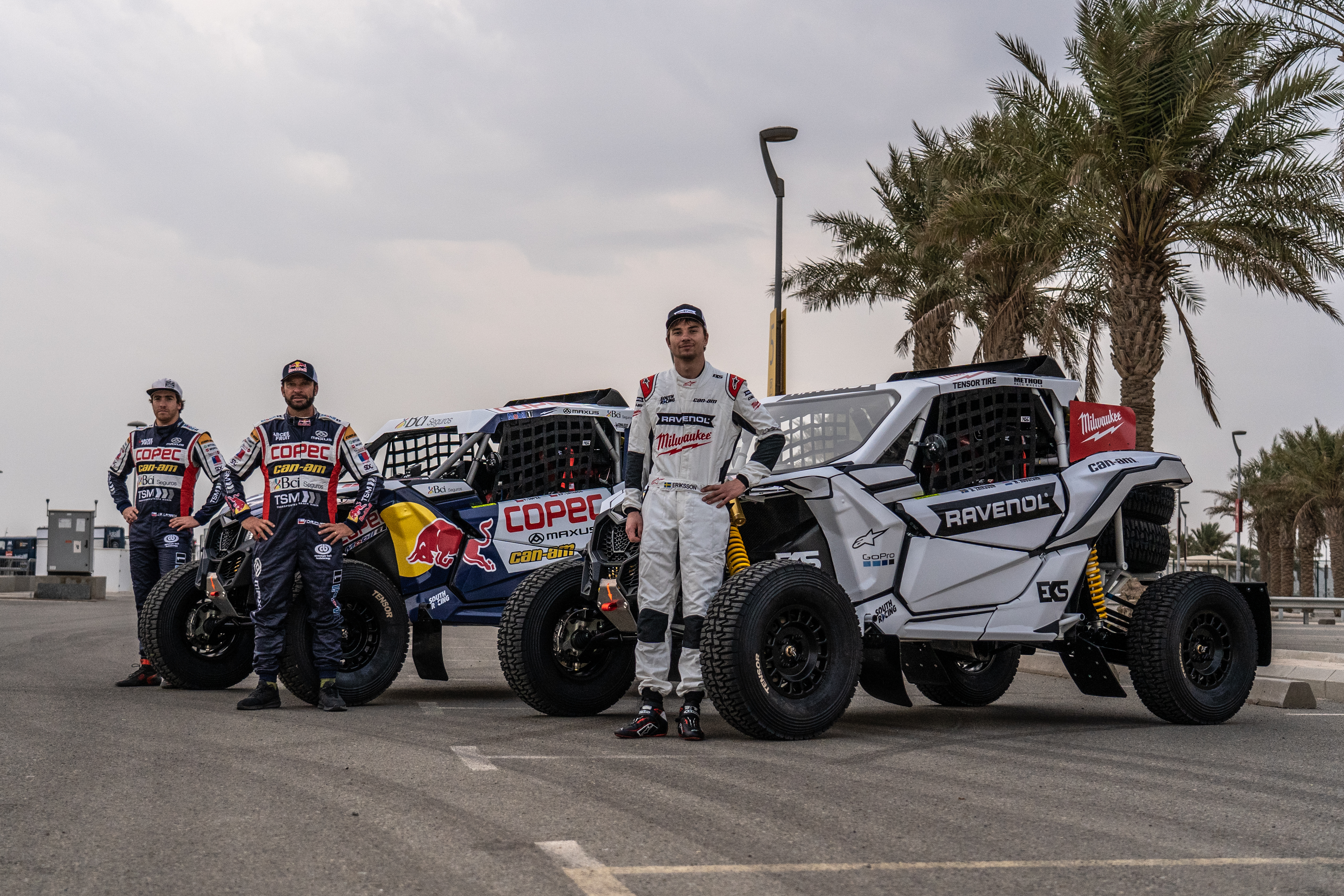
2022年ダカールにて

サウス・レーシング有限会社（South Racing GmbH）は、ドイツ・リュッセルスハイムのオフロードレーシング企業。
ドイツ、ポルトガル、南アフリカ、ドバイに拠点を持ち、Can-AmのファクトリーチームとしてのSxS（サイド・バイ・サイド・ビークル）のレース運用、およびカスタマーとなるプライベーターチームへのマシン供給やアフターサービスを国際的に手掛ける。

## 経歴

### グループT1での活動

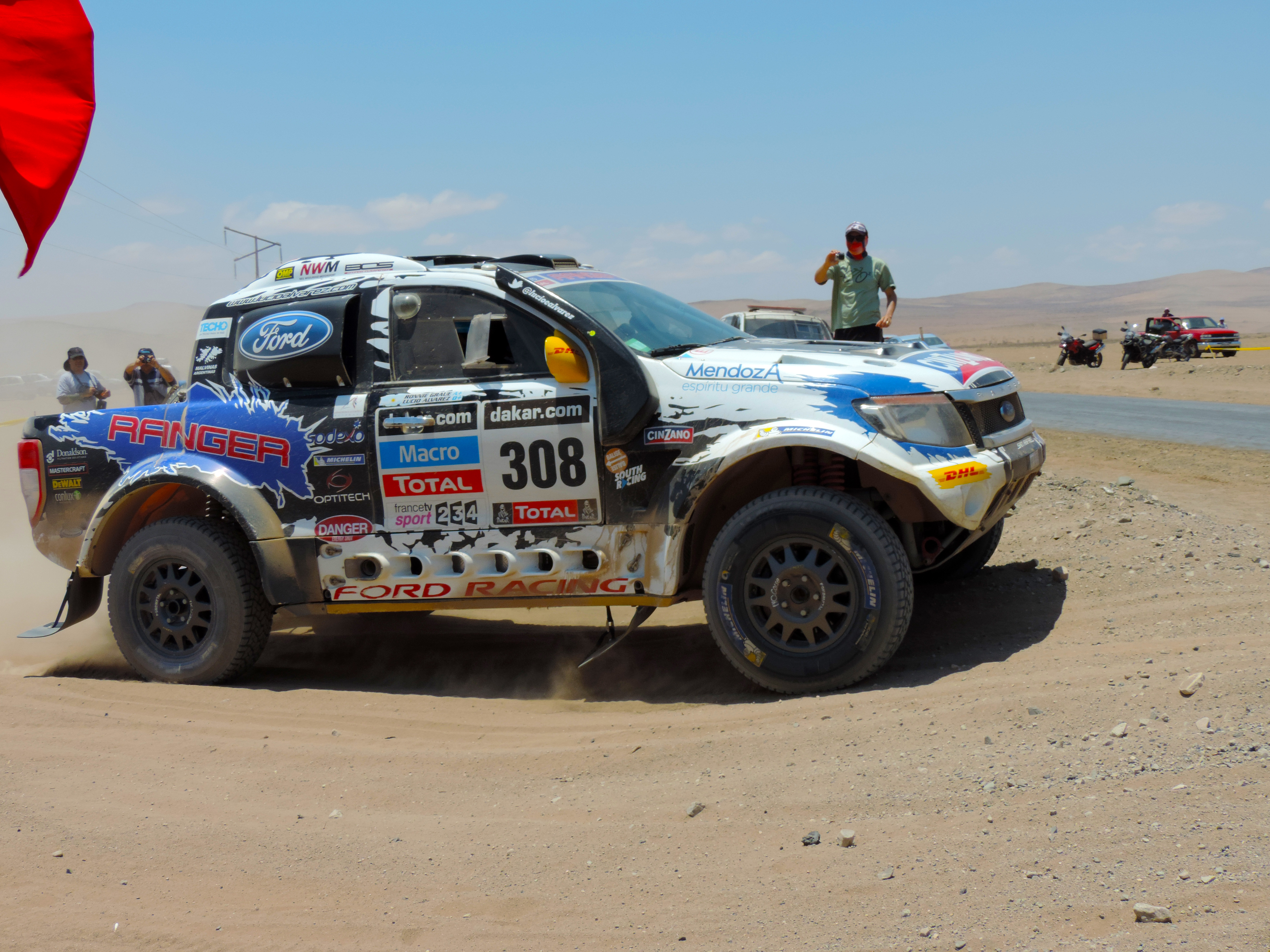
2014年ルシオ・アルバレスのフォード・レンジャー

2013年設立。創設者のスコット・エイブラハムは南アフリカ人で、マーケティングの学士号を取得した後に国内オフロード選手権の四輪選手としてもデビューしていた。その後10年ほど欧州に拠点を置き、2003～2009年のX-raidのチームマネージャーを務めた。またオーバードライブ・レーシングでも2013年までチームマネージャーとしてトヨタのワークスプログラム開始に貢献した。この時に会得した物流ノウハウは、後にサウス・レーシングの大きな強みとなる。
2014年に、1年前からダカール・ラリーにワークス参戦していたフォードと、その運用を務める南アフリカのNVM（ニール・ウーリッジ・モータースポーツ）と提携。サウス・レーシングはフォードの欧州の物流拠点となり、MANのサポートトラックやアシスタンストラック、機材の手配などを行った。
結果を残せないままフォードは2015年限りでワークス参戦から撤退してしまうが、サウス・レーシングはポルトガルのガレージで引き続きフォード・レンジャーを開発して参戦を継続した。
2017年はレンジャー1台とトヨタ・ハイラックスを2台、2018年はレンジャー2台の他にハイラックス、日産・ナバラ、フォルクスワーゲン・アマロックの各1台ずつ合計5台を運用した。

### グループT3/T4での活躍

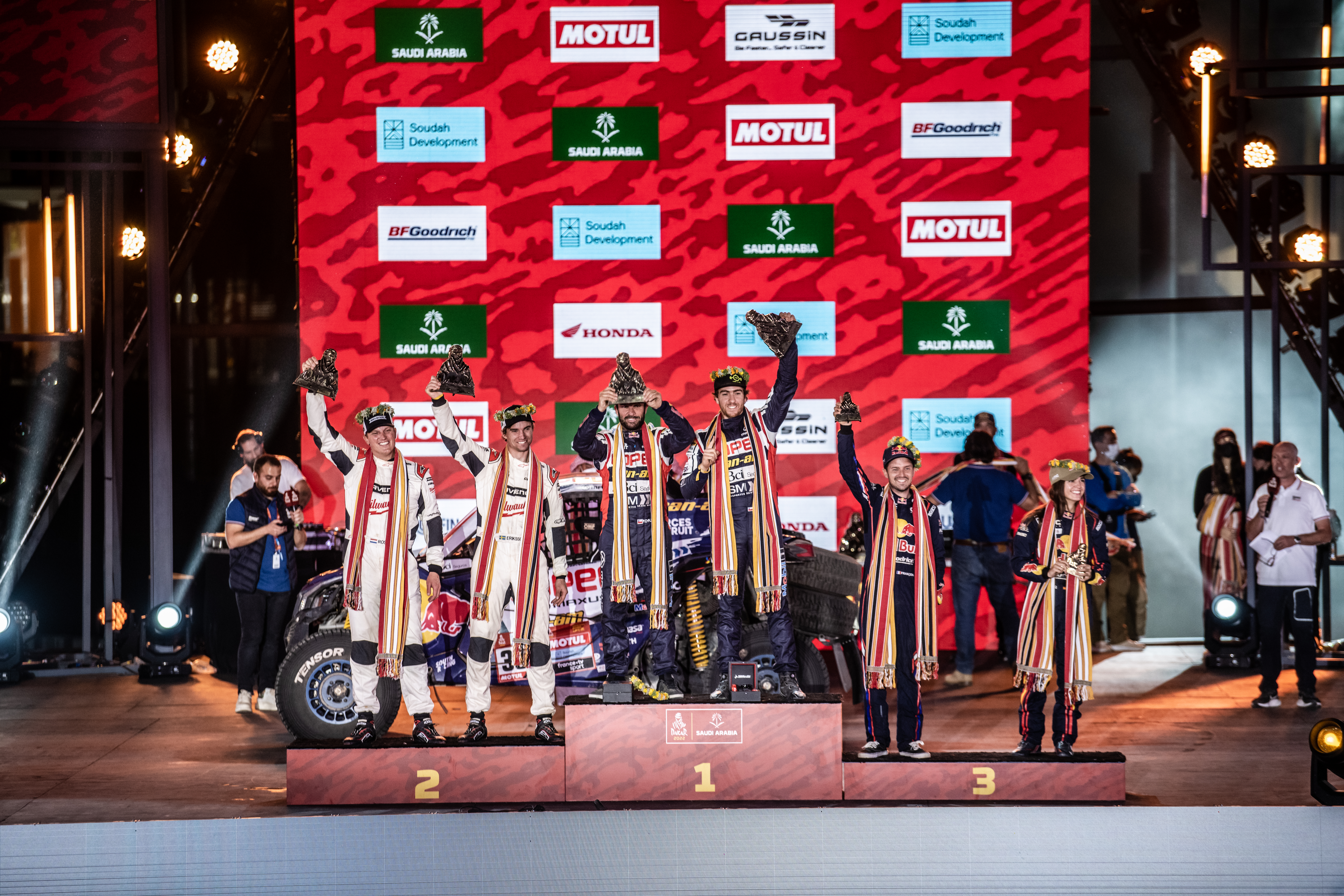
2022年優勝のポディウム

2017年5月、カナダのCan-Amと提携することを発表。Can-AmのスポーツSxS（サイド・バイ・サイド・ビークル）を開発・運用および世界中へこれを供給することになった。UTV（T3）部門初参戦の2018年大会では2台のマーベリックX3を投入し、ブラジル人のベテラン、レイナルド・バレラのドライブにより、初年度で部門を制覇した。これによりT3が四輪の下位クラスだった時代から連勝を重ねていたポラリス・エクストリームプラスの覇権に終止符を打った（2-3-4位がポラリス）。
2019年大会は7台を投入。モンスターエナジーがスポンサーに就き、バレラや砂漠レースのキング・オブ・ザ・ハンマーズで人気を博したアメリカ人のケイシー・カリーが、「モンスターエナジー・Can-Am」としてエントリーした。またチリ人ライダーのフランシスコ・ロペス・コンタルドが加入したが、彼はレッドブル・アスリートであるため、スポンサーのバッティングを避けて通常のサウス・レーシングとしてエントリーした。Can-Amの本気を前にポラリスは撤退し、ヤマハ・YXZ1000Rとホンダ・テクストロンが僅かに残る程度で、Can-Am勢がフィールドの8割を占めた。ロペス・コンタルドが優勝し、モンスターエナジー勢も続いて1-2-3-4位を占める圧勝を収めた。この年、ダカール・シリーズのメルズーガ・ラリー（モロッコ）ではナッサー・アル＝アティヤもサウス・レーシングのCan-Am・X3をドライブし優勝している。
2020年大会ではMOTULとも提携。
31台中29台がCan-Amだったこの年は、カリーがアメリカ人として初めて四輪系の部門で優勝した。
2021年大会からSxSはプロトタイプ（T3）と市販車（T4）の2部門に分けられた。この年はT4のみの参戦で、サウス・レーシングとして6台、モンスターエナジーとして4台、エナジーランディア・ラリーチームとして2台の合計12台のCan-Am・マーベリックを展開。サウス・レーシングは340本以上のホイールリムと520本のタイヤを含むスペアパーツの用意から、修理、レース戦略、旅行の手続き、理学療法、食事の手配など、あらゆるレースに関わる業務に携わる。トラック・クワッド・バイクと幅広い部門で活躍するオランダの実業家キース・クレーン、ナッサー・アル＝アティヤの弟ハリファ・アル＝アティヤなどが加入した。エナジーランディアはポーランドのテーマパークで、所有者のマレク/ミハルのゴツァル兄弟による参戦である。この年はロペス・コンタルドが勝利した。
2022年大会にはマティアス・エクストローム率いるEKSモータースポーツとのジョイント体制でT3マシンのマーベリックX3を開発し参戦。これによりスウェーデン人セバスチャン・エリクソンが加入した。レッドブルの育成プログラムで優れた才能を集めるオーバードライブ・レーシングのOT3に速さで圧倒されるも、信頼性に優れるサウスレーシングのCan-Amは総合成績で上回り、ロペス・コンタルドが一度もステージ勝利せずに総合優勝を果たし、2位にもエリクソンが入って1-2を決めた。またT4でもアメリカ人のオースティン・ジョーンズが勝利して2部門を制した。この大会のためにサウス・レーシングは21台マシンを製造して160人のスタッフを現場に派遣し、大会最大規模のチームとなった。この年開幕のW2RC（世界ラリーレイド選手権）でもT3でロペス・コンタルド、T4でリトアニアの新星ロカス・バチュスカが戴冠した。
2023年大会から、それまでオーバードライブと提携していたレッドブルの育成プログラムがサウス・レーシングと手を組むこととなり、前大会で30年ぶりに一大会あたりステージ勝利数記録を更新したセス・キンテロ、女性ながら表彰台を獲得したクリスティーナ・グティエレス・エレーロがサウス・レーシングに加入。チームは「レッドブル・オフロード・ジュニア・チーム」となった。この大会でも終盤までOT3が首位を走るも自滅し、ジョーンズ-キンテロ-グティエレス・エレーロ-ロペス・コンタルドでそれぞれ1-2-4-5位を獲得して圧勝を収めた。ジョーンズは2部門を跨ぎながらの最年少部門連覇となった。T4ではバチュスカが首位を快走したが、最終日でマシントラブルで20分を失い、悲劇の2位に終わっている。代わりにサウス・レーシングが運用するエナジーランディアのエリック・ゴツァルが史上最年少となる18歳での部門総合優勝を飾った。Can-Amはダカールで6連勝を達成した直後、
サウス・レーシングは次世代人材（ドライバー・ナビ・エンジニア・物流専門家など）を育成するプログラム「Can-Amネクスト」の立ち上げを発表した。W2RC終盤にエナジーランディア勢は、フランスのコンストラクターであるMCE-5ディベロップメントのT3車両へ乗り換えた。

## 余談
創設者エイブラハムの父アーサーは南アフリカのモータースポーツ界の重鎮だった。1970年代にモータースポーツコーディネーターとなり、オフロード系競技を中心にモータースポーツイベントの振興や広報、スポンサー活動に尽力した。また世界耐久選手権やIMSAなどに参戦するクリーピー・クラウリー・レース&ラリーチームの立ち上げや、南アフリカにおけるル・マン24時間はじめとするレース中継を扱う「ビデオスポーツ」社の設立なども行った。2005年に53歳で病により死去。